# John Ericsson
John (Johan) Ericsson, född 31 juli 1803 i Långbanshyttan, Värmland, död 8 mars 1889 i New York, begravd i Filipstad, var en svensk uppfinnare.
John Ericsson var son till Olof Ericsson och Sophia Yngström och yngre bror till ingenjören Nils Ericson.
Som innovatör och ingenjör nådde John Ericsson världsomfattande framgångar. Några av hans mest kända uppfinningar var solmaskinen, en ångmaskin som eldades med solstrålar, ångsprutan, som var en hästdragen och ångdriven brandspruta, och varmluftsmaskinen, som var en värmemaskin som använder uppvärmd luft som värmemedium.
Mest känd är han som en av uppfinnarna till den första funktionsdugliga propellern och som konstruktör till pansarbåten USS Monitor, ett amerikanskt krigsfartyg, som hjälpte Nordstaterna att vinna det amerikanska inbördeskriget på 1860-talet. Hans lönsammaste uppfinning var varmluftsmaskinen, även kallad eldmaskinen eller caloricmaskinen. Det var en maskin som fungerade enligt samma principer som en ångmaskin, men använde luft som medium istället för vattenånga. Han fick en furstlig begravning.

## Biografi

### Ungdomsåren

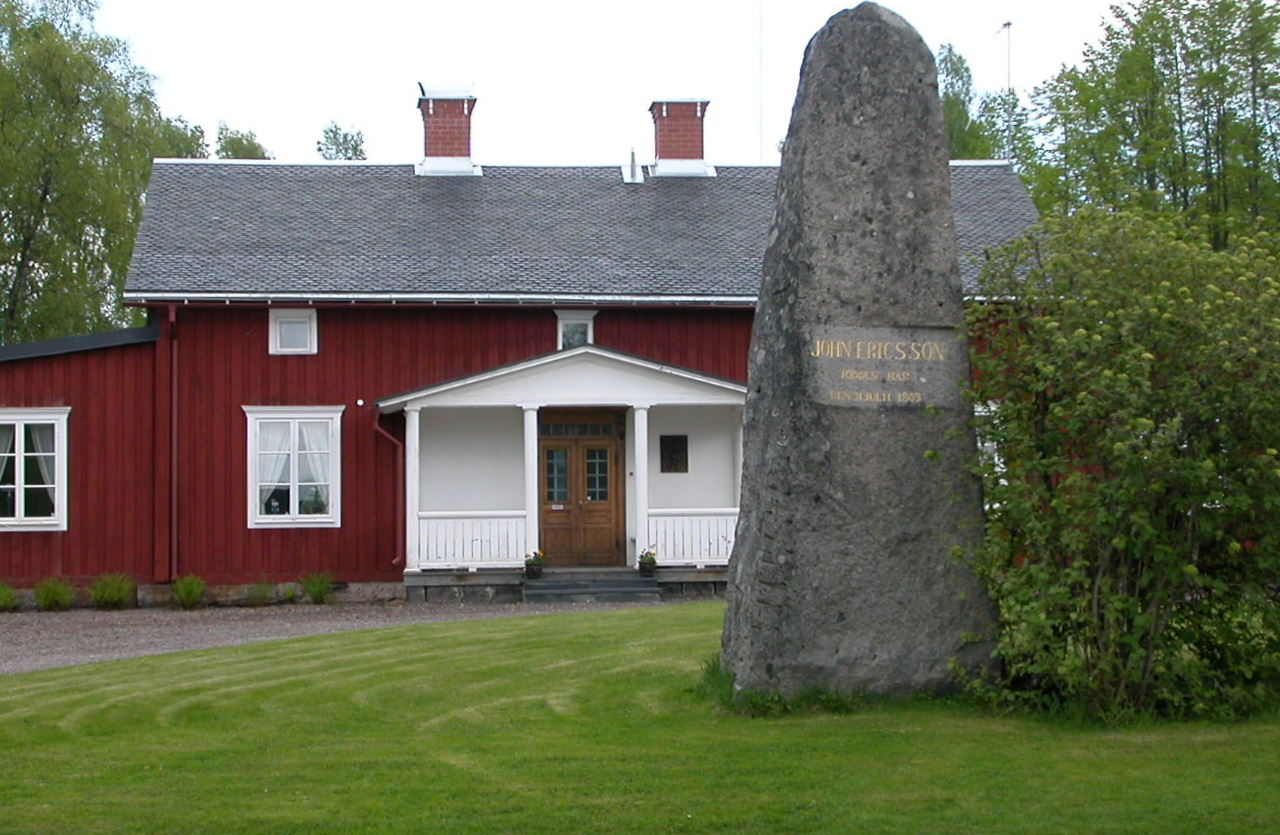
Födelseplatsen Långbanshyttan.

Redan tidigt visade han anlag för arbete med mekanik: ritning och tillverkning av små modeller av maskiner var ett kärt tidsfördriv. Som nioåring tillverkade han, med endast kniv och borr, ett litet sågverk som drevs med vattenkraft. I en fyrkantig ram av trä hade han inpassat en klockfjäder som han förvandlat till ett sågblad med tillhjälp av en fil, lånad från en smed i grannskapet. Axeln var gjuten av en söndrig tennsked. I övrigt var maskineriet helt och hållet av trä. Följande år förfärdigade han en modell till en vattenpump för gruvor. Till drivkraft begagnade han vinden ungefär som vid en väderkvarn. Mycket tidigt började han också utföra kartor och ritningar till maskiner.
Ericssons far tog 1810 anställning såsom ledare av bergsprängningsarbetena vid Göta kanal, med huvudstation vid Forsvik. Där väckte hans söner Nils och John uppmärksamhet hos Baltzar von Platen. Gossarna utnämndes till kadetter vid Flottans mekaniska kår och till elever vid kanalbyggnadsprojektet. Vid fjorton års ålder var John Ericsson redan nivellör med självständig verksamhet. Under sin fritid gjorde han en mängd ritningar över kanalen och de verktyg och redskap som användes i byggnadsarbetet. Redan i unga år visade han upp uppfinningar som förutsatte säker insikt i flera av matematikens och naturvetenskapens grundlagar.
John Ericsson blev 1821 fänrik vid Jämtlands fältjägarkår på Frösön. Snart befordrades han till löjtnant. Den unge officeren kommenderades att biträda vid uppmätning och kartläggning av norra Sverige. Under denna tid gjorde han också en omfattande bok om kanaler, som dock inte blivit utgiven. Han konstruerade också en värmemotor (eldmaskin) som i stället för ånga direkt använde förbränningsprodukterna från eldstaden, som eldades med ved. Ericsson begärde ett års permission och flyttade 1826 till England för att bättre kunna dra nytta av sin uppfinning. Men eldmaskinen visade sig vara oanvändbar med det stenkol som var det dominerande bränslet i England. Detta gjorde att han bland annat överskred sin permissionstid. Kronprins Oskar ordnade dock denna sak och utverkade också att Ericsson 1827 utnämndes till kapten vid Jämtlands fältjägarkår.
Snart blev han delägare i Braithwaites maskinverkstad och visade upp andra viktiga uppfinningar, som vann framgång. Han fick under sin vistelse i England patent på en ångpanna med rör, i vilken draget åstadkoms med användning av en fläkt. Han använde denna uppfinning för att konstruera en ångvagn. Därigenom blev det möjligt att öka hastigheten långt utöver vad som tidigare ansetts möjligt. Vid en tävling mellan olika ångvagnar som ledningen för Liverpool-Manchester-järnbanan arrangerade i oktober 1829 var Ericssons ångvagn, "the Novelty", den snabbaste under flera dagar. Men den sista tävlingsdagen gick ångpannan sönder. Priset tillföll därför den engelske ingenjören George Stephenson. Ericsson använde då sin nya ångpanna till en annan uppfinning, ångsprutan, som markant förbättrade eldsläckningsväsendet. Vid en stor eldsvåda i London fick John Ericsson tillfälle att visa åskådare hur förstörelsen kunde hejdas genom kraften av samma element som vållat den. Vidare uppfann han i England ytkondensorn, djuplodet, en länkrörelse för omkastning av sliden i ångmaskiner, varmluftsmaskinen och propellern.

### Propellern
Av dessa uppfinningar är särskilt en förbättring av propellern av mycket stor betydelse. Propellrar hade börjat provas redan på 1810-talet men inte fått någon större användning. Hans försök med två motroterande propellrar inspirerade många andra uppfinnare, den 13 juli 1836 erhöll Ericsson patent för sin Skruvpropeller i England (Patent A.D. 1836 No. 7149). Ericsson byggde en liten ångbåt som drevs fram med hans propeller. Den väckte dock inte intresse i England. En propeller som hade konstruerats av Ericsson användes i tvåmastskonaren Robert F. Stockton, som 1839 seglade från Liverpool till USA och blev det första propellerdrivna fartyget i praktisk användning där. Uppmuntrad av den amerikanske konsuln i Liverpool, Francis Ogden, reste även Ericsson till USA samma år. Där bodde han vid Church Street på södra Manhattan i New York till sin död. Den 1 februari 1838 fick Ericsson även patent i USA (Patent US 588) för sin propellerkonstruktion. Han samarbetade nära med Cornelius H. DeLamaters mekaniska verkstad i New York i nästan 50 år. Ericsson blev 1848 amerikansk medborgare.

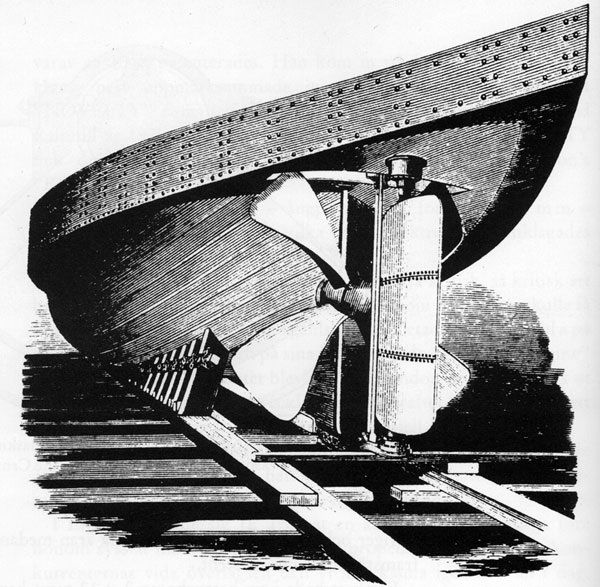
En av John Ericssons monitorer på stapelbädden. Propeller av modern typ.

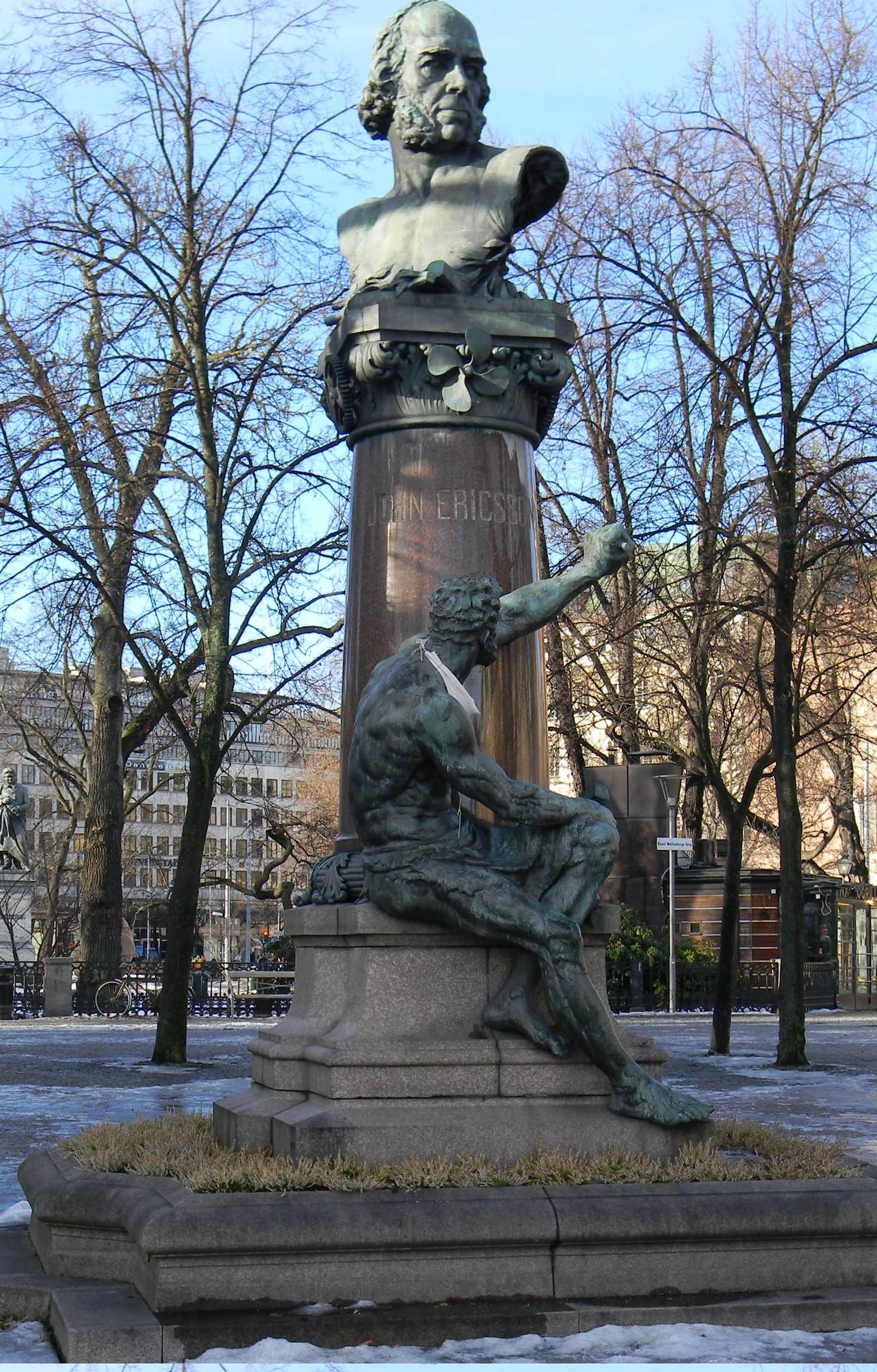
John Ericssons staty vid Nybroviken i Stockholm. Notera propellern under bysten.

Ericsson lyckades få sin propeller använd på en stor amerikansk ångfregatt, USS Princeton, som blev färdig 1843.  Vid en tävling 20 oktober samma år mellan fartyget Princeton och det såsom det bästa dittills ansedda ångdrivna skeppet, hjulångaren Great Western, vann Princeton, och propellern har sedan dess betraktats som en av de viktigaste uppfinningarna. Även om flera andra personer också kommit på tanken att framdriva fartyg med en skruvapparat var Ericsson den förste som lyckades att genomföra den praktiskt. Ericssons idé att använda komprimerad luft för att överföra kraft till maskindrift på långa avstånd och samtidigt åstadkomma ventilation användes senare med framgång vid borrandet av de stora alptunnlarna.
En annan uppfinning, som Ericsson funderat på redan under vistelsen i England, tog efter flytten till Amerika hans uppmärksamhet i förnyat anspråk, varmluftsmaskinen. 1833 hade han förevisat sin första varmluftsmaskin i London. Den väckte stort uppseende. Idén var att erhålla drivkraft med användande av luft i stället för ånga. 1852 försågs ett stort fartyg byggt i New York med varmluftsmaskin. Det var det dittills största systemet för framdrivning av fartyg. De glänsande förhoppningar som till en början fästes vid denna uppfylldes inte. Varmluftsmaskinen visade sig nämligen lämplig endast vid de tillämpningar där man bara behöver lite kraft.

### Monitor

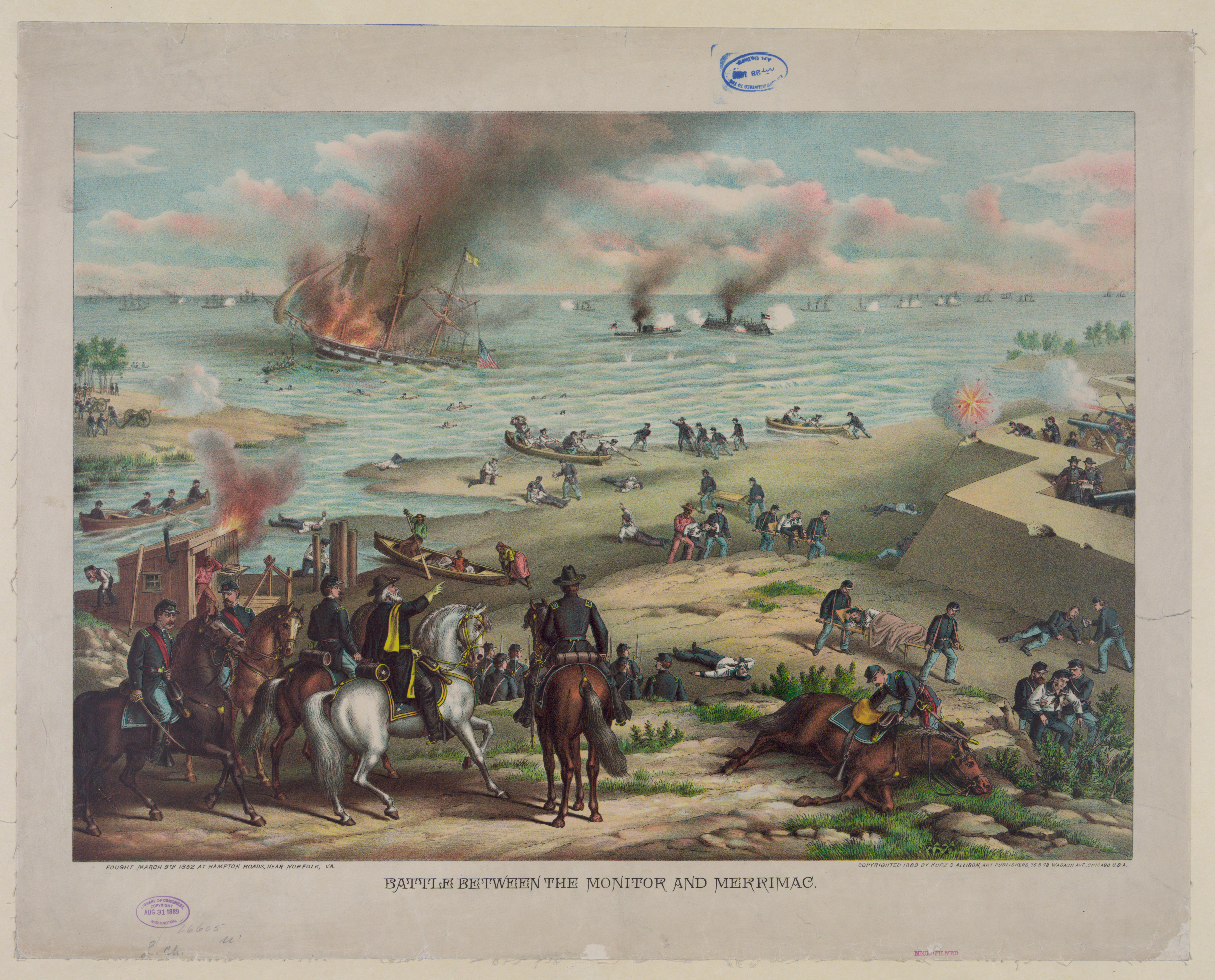
Drabbningen mellan Monitor och Merrimac vid Hampton Roads den 9 mars 1862.

Den av Ericssons uppfinningar som mer än någon annan gjort hans namn världsbekant, är det slag av pansarskepp som kallas monitorer. Dessa krigsfartyg konstruerades under förhållanden som gav dem världshistorisk betydelse. Denna uppfinning kom mycket snabbt till användning för att på ett avgörande sätt öka USA:s försvarsförmåga. Redan 26 september 1854 hade Ericsson sänt ritningar till ett nytt slags krigsfartyg, med pansarbeklädnad och kupol åt Napoleon III. Men fastän den franske kejsaren prisade idén, gjorde han inte något för att den skulle tillämpas. Det dröjde åtta år innan uppfinnaren fick tillfälle att förverkliga förslaget. När inbördeskriget bröt ut i Nordamerika, skyndade sydstaterna att bepansra ett krigsfartyg, och de hade detta färdigt redan innan nordstaterna hade något enda fartyg som kunde mäta sig med en dylik ramm. Men sedan kongressen i augusti 1861 anvisat medel för byggande av sådana fartyg och i enlighet med detta en tävling blivit utlyst, lämnade Ericsson in en modell tillsammans med ritningar och beskrivningar av sin monitor, en fartygskonstruktion som var mycket olik allt man sett tidigare (se USS Monitor).
Nu medgavs att ett sådant fartyg skulle byggas på försök, men under mycket betungande villkor. Redan 6 mars 1862 låg den första monitorn färdig att gå till sjöss. Det dröjde inte länge innan dess duglighet sattes på ett avgörande prov. Sydstaternas pansarklädda ångfartyg CSS Virginia besegrade ett par dagar därefter, på Hampton Roads, en liten nordamerikansk flotta och skulle säkerligen ha tillintetgjort den om inte det infallande mörkret föranlett uppskov. Underrättelsen om nederlaget spreds snabbt över nordstaterna med telegraf och väckte allmän bestörtning. Den 9 mars 1862 stod striden mellan Monitor och Virginia på Hampton Roads. Den slutade efter tre timmar med att båda parter drog sig tillbaka och kampen betecknades som oavgjord. Dock var det en seger för nordstaterna då de lyckades behålla sin blockad av viktiga sydstatshamnar. Nordstaternas slutliga seger över sydstaterna främjades väsentligt genom monitorerna. CSS Virginia var resultatet av Syds tillvaratagande av USS Merrimack som Nord stack i brand och sänkte i Norfolks hamn. Delar av träskrovet samt maskineriet kunde tillvaratas. Fartyget bepansrades och försågs med en ramm under vattenlinjen.

### Den senare karriären

John Ericsson, litografi vid Sjöhistoriska museet.

Under de senare åren arbetade Ericsson med torpeder. På egen bekostnad byggde han ett snabbgående litet fartyg, Destroyer, avsett att utsända torpeder. Torpeden är en undervattensprojektil med betydande vikt. Den skall avskjutas från fartygets bog med hjälp av komprimerad luft och är laddad med dynamit som exploderar när projektilen stöter emot ett föremål med stor motståndsförmåga, till exempel en fartygssida.
Bland Ericssons uppfinningar bör också omnämnas en som väckte allmän uppmärksamhet, nämligen solmaskinen. Tanken att omedelbart använda solstrålarnas värme för att generera drivkraft var lika ny som djärv. Genom att med hjälp av stora konkava speglar samla upp strålarna och rikta dem mot bestämda punkter är det möjligt att på dessa punkter koncentrera en betydande värmemängd, som sedan tillgodogöres med en varmluftsmaskin. Det finns vidsträckta trakter av jorden som har en nästan ständigt klar himmel och lider brist på både bränsle och vatten. Det är därför inte osannolikt att solenergi för dessa trakter med tiden blir av högt värde. I samband med sitt arbete med solmaskinen gjorde Ericsson omfattande undersökningar av såväl strålningsenergi i allmänhet som solstrålningen till jorden. Han konstruerade flera nya apparater för denna forskning.
Större delen av sina med tiden betydande inkomster investerade Ericsson i nya undersökningar och experiment.
Under 1860-talet vände han sin uppmärksamhet mot Sveriges blivande sjöförsvar och som ett huvudmoment i detta tänkte han sig ett flytande skärgårds- och positionsförsvar till skydd för hamnar och inlopp. Detta kustförsvar skulle hindra fienden från att landsätta en härsmakt. Förutom monitorer konstruerade han (1866) för den svenska marinen en typ av kanonbåtar som senare kallades pansarbåtar av tredje klassen. Till en av de första pansarbåtarna, Sköld, skänkte Ericsson maskineriet och till den första svenska monitorn, John Ericsson, skänkte han två 15-tums kanoner. De stora och oerhört kostsamma moderna pansarkolosserna kunde han aldrig förlika sig med. Han kallade dem "torpedo-mat". Sina åsikter i dessa frågor förfäktade han 1867 och framåt i svenska tidningsartiklar och brev, men stötte på segt motstånd och drog sig djupt bedrövad tillbaka. Senare gillade han systemet med pansarbåtar av Svea-klass (snabba och ramm-försedda) och snabbgående kryssare, torpedbåtar och monitorer.
Ericssons verksamhet som uppfinnare har visserligen visat sig ha mindre allmängiltig betydelse än hans beundrande samtid trodde. Ericssons uppfinnartalang och segerglansen från Monitors framgång har ändå i det allmänna medvetandet berett honom en plats bland de stora uppfinnarna.
Ericsson blev filosofie hedersdoktor vid Lunds universitets jubileum 1868, fick plats i Kungliga Vetenskapsakademien 1850, som utländsk ledamot nummer 335, men från 1863 som inhemsk ledamot nummer 505½. Han blev ledamot av Krigsvetenskapsakademien 1852, hedersledamot av Örlogsmannasällskapet i Karlskrona 1863, av Fysiografiska sällskapet i Lund 1869, av Vetenskapssocieteten i Uppsala 1870 och av Vetenskaps- och Vitterhetssamhället i Göteborg 1877. Ericsson tilldelades det andra Rumfordpriset 1862.

### Privatliv
Ericsson gifte sig 1836 med en 19-årig engelska, Amalia Byam. Hon återvände dock till England efter några års vistelse i Amerika. En utomäktenskaplig son till Ericsson var Hjalmar Elworth (född 1824), som blev överdirektör vid Statens Järnvägar och dog barnlös 1887.
I sitt levnadssätt var Ericsson ytterst enkel. Under sina sista trettio år drack han endast vatten. Han sade en gång att han inte med en enda dollar ville bidra till en så sedefördärvande hantering som försäljning av starka drycker. Varje morgon ägnade han sig åt gymnastik.
Några rikedomar samlade Ericsson inte på sina uppfinningar, även om han kunnat bli mångmiljonär om han velat. De pengar han tjänade använde han till nya experiment eller till understöd åt behövande vänner och nödlidande som sökte hans hjälp. Under sådana förhållanden blev hans egen ekonomiska ställning ibland verkligt bekymmersam, vilket framgår av hans efterlämnade brevväxling.
Mitt under framgångarna utomlands glömde han inte Sverige. Han följde bland annat politikens gång för att se om fara hotade det gamla hemlandet, och han förklarade sig beredd att "i samma stund, som krig förklarades av eller mot Sverige, återvända hem för att med liv, förmögenhet och krafter bidraga till fosterlandets försvar". "Jag känner blott ett hemland", skrev John Ericsson en gång på äldre dagar, "och hellre må mitt stoft komma att vila under en grushög på svensk jord än under ett marmor-monument i detta land."

## Hedrandet av den döde John Ericsson

### John Ericssons Mausoleum

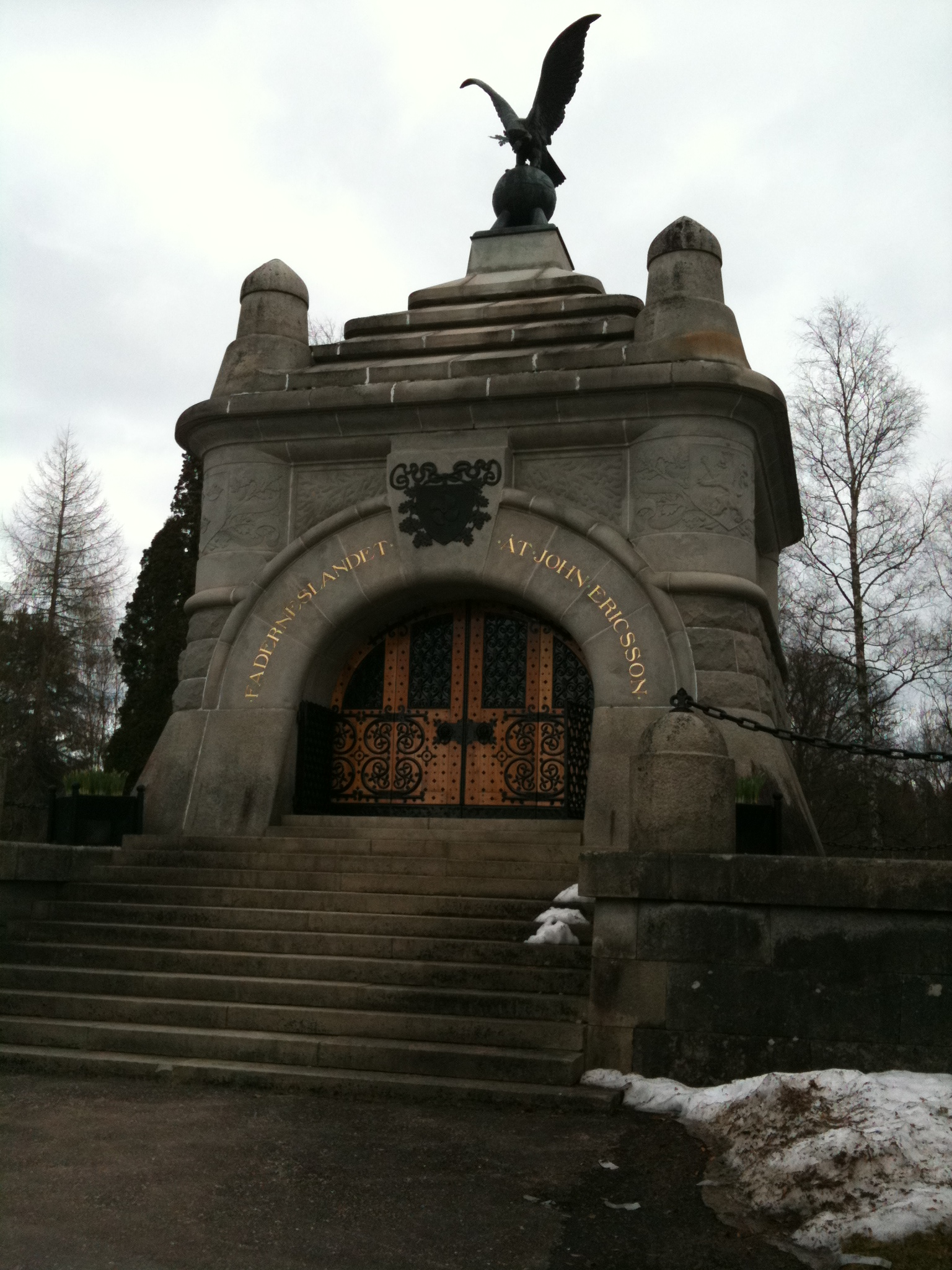
John Ericssons Mausoleum på Östra kyrkogården i Filipstad.

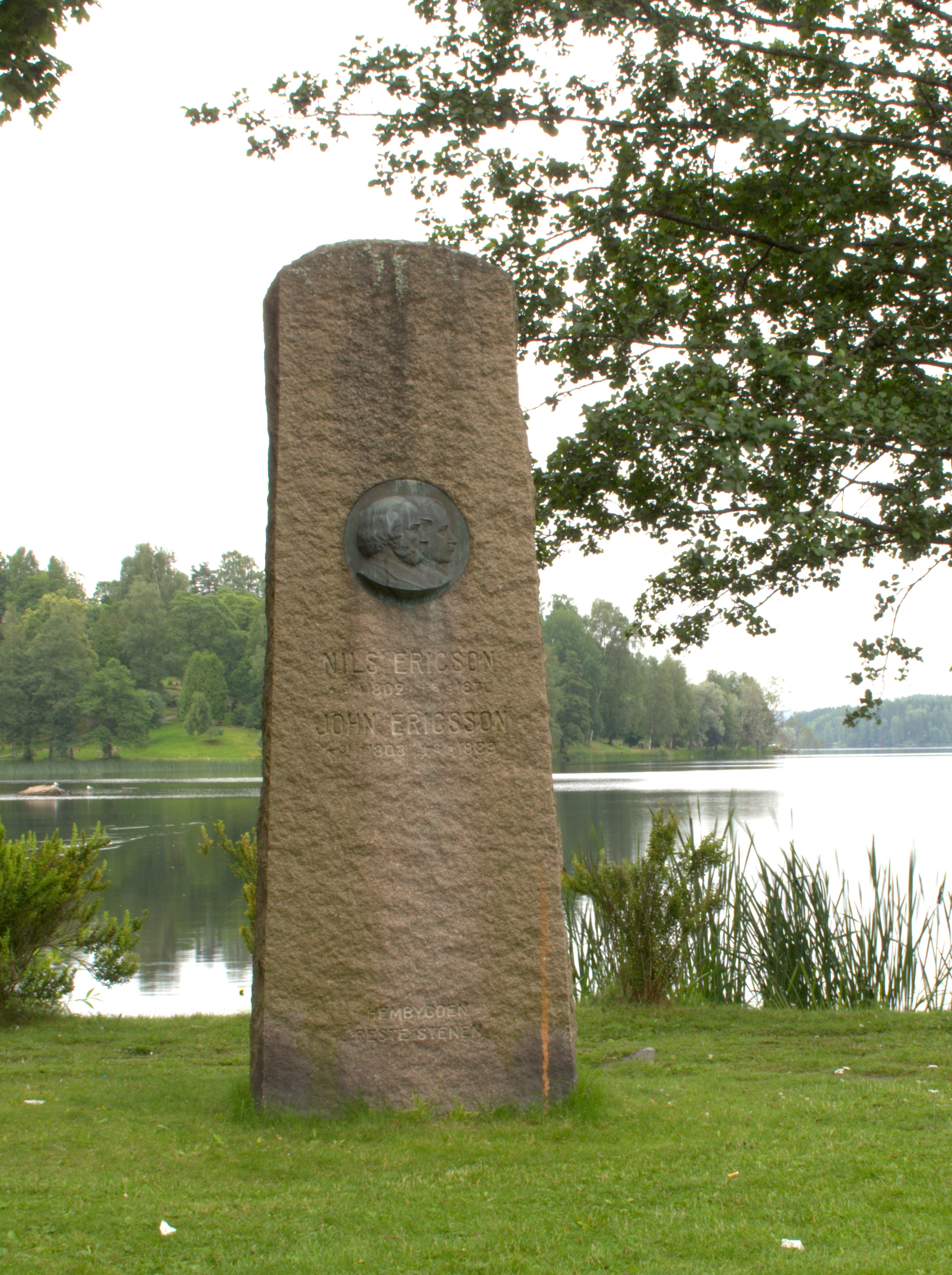
Minnessten över de båda bröderna Nils Ericson och John Ericsson i Filipstad. Text på stenens framsida: "Filipstad. Minnesstenen över Nils och John Ericsson."
Minnesstenen restes för att hedra bröderna John och Nils Ericsson uppfördes 1953 på kyrkviken. Hela 150 år efter Johns födsel. Minnet är designad av Astri Taube.

Enligt sin önskan jordades John Ericsson på svensk mark i ett eget gravkapell på Östra kyrkogården (Östra begravningsplatsen) i Filipstad. John Ericssons Mausoleum invigdes den 31 juli 1895, sex år efter hans död. John Ericssons Mausoleum är byggt i kraftiga former på en kulle och arkitekter var Hans Hedlund och Yngve Rasmussen, båda från Göteborg.
Ericssons önskan hade varit att bli begravd i Sverige och USA:s regering beredde honom en "likfärd, som icke har sitt motstycke i den historiska tiden", där två nationer förenades i hedrandet av hans minne. Sedan Ericssons kvarlevor den 23 augusti 1890 under stora högtidligheter förts ombord på pansarkryssaren USS Baltimore vid Battery Park på nedre Manhattan i New York, fördes kistan till det gamla hemlandet och emottogs i Stockholm den 14 september 1890, och överlämnades under stora hedersbetygelser. Fler än 100 000 människor hade samlats på Stockholms gator när kistan med Svea livgarde i täten fördes upp på katafalken vid Karl XII:s torg. Därefter startade klockringning i alla stadens kyrkor. Processionen fortsatte därefter till Centralstationen, där kistan skulle vidare på järnväg till Värmland. Det extratåg som förde stoftet till Filipstad bestod av sex förstaklassvagnar, och mellan dem en ståtlig, i svart sammet med silverbroderier och tofsar dekorerad, öppen likvagn.
På vägen till folkskolan vid Långbanshyttan restes ett minnesmärke av järn med följande inskrift: "I en bergsmans hem vid Långbanshyttan föddes bröderna Nils Ericson den 31 januari 1802 och John Ericsson den 31 juli 1803, vilka båda hava gagnat fäderneslandet. Deras väg genom arbete till kunskaper och oförgängligt rykte står öppen för varje svensk yngling."
Den första amerikanska statyn över Ericsson modellerad av Jonathan Scott Hartley, avtäcktes i Battery Park på Manhattan i New York den 26 april 1893, och utanför på redden defilerade 35 av de största örlogsfartygen, av många olika nationaliteter, till ära för skaparen av den moderna sjökrigsmaterielen. En ny version av samme konstnär avtäcktes 1 augusti 1903 i samma område.
Svensk Filmindustri spelade 1937 in filmen John Ericsson – segraren vid Hampton Roads med Victor Sjöström i huvudrollen.
John Ericsson-dagen firas varje år i Filipstad och man delar ut John Ericsson-stipendiet till årets svenskamerikan. Vartannat år hålls även ett rekonstruerat sjöslag på sjön Daglösen nedanför Filipstads kyrkogård.
Vidare utdelar Chalmers tekniska högskola årligen John Ericssonmedaljen som en utmärkelse till de främsta personerna som vid högskolan avlade civilingenjörs- eller arkitektexamen under föregående år, baserat på studieprestation under utbildningen.

### Monument

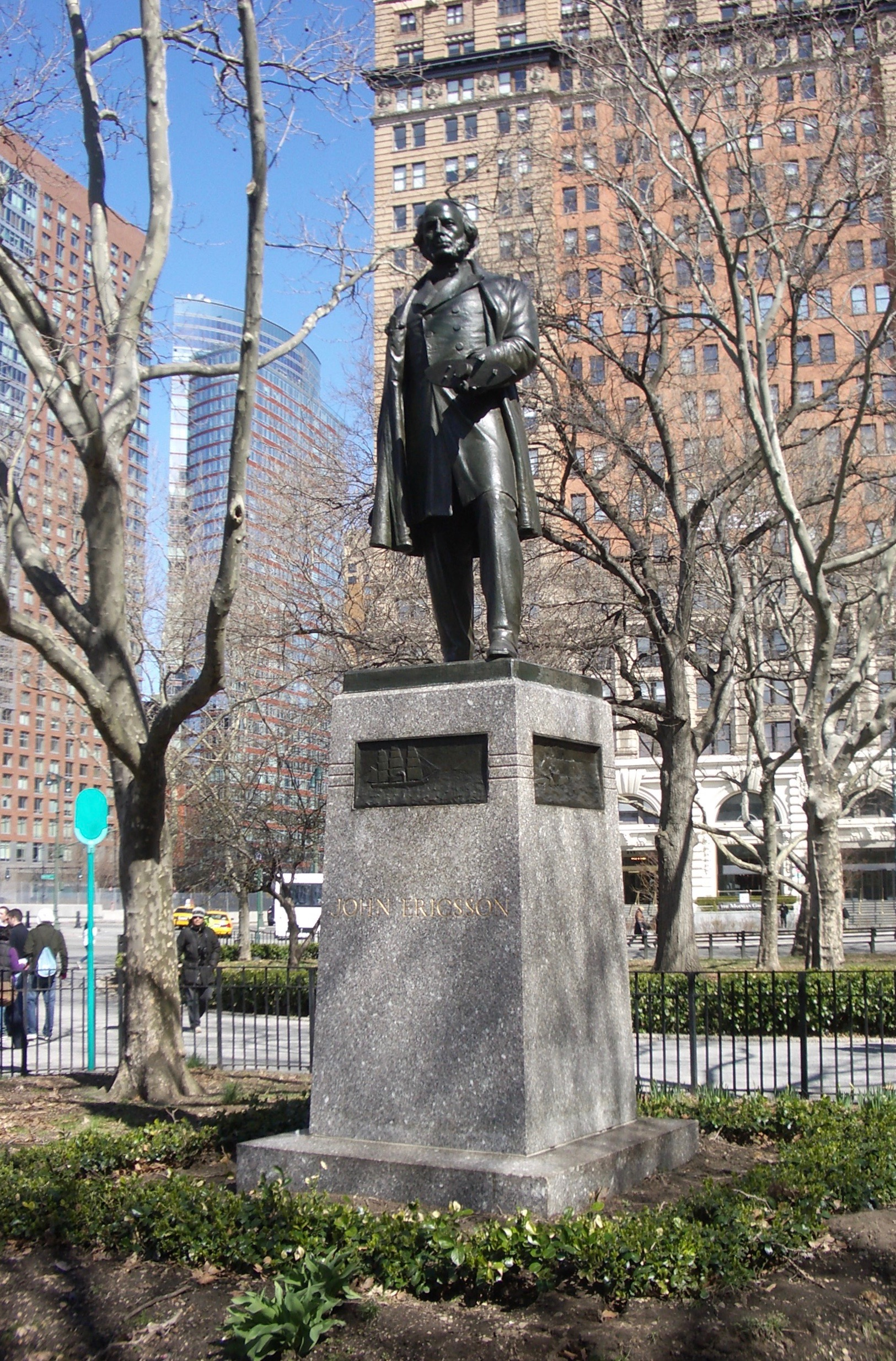
Statyn av John Ericsson – med USS Monitor i sin vänstra hand – är väl placerad i Battery Park alldeles i närheten av hans bostad på Beach Street i stadsdelen Tribeca, New York.

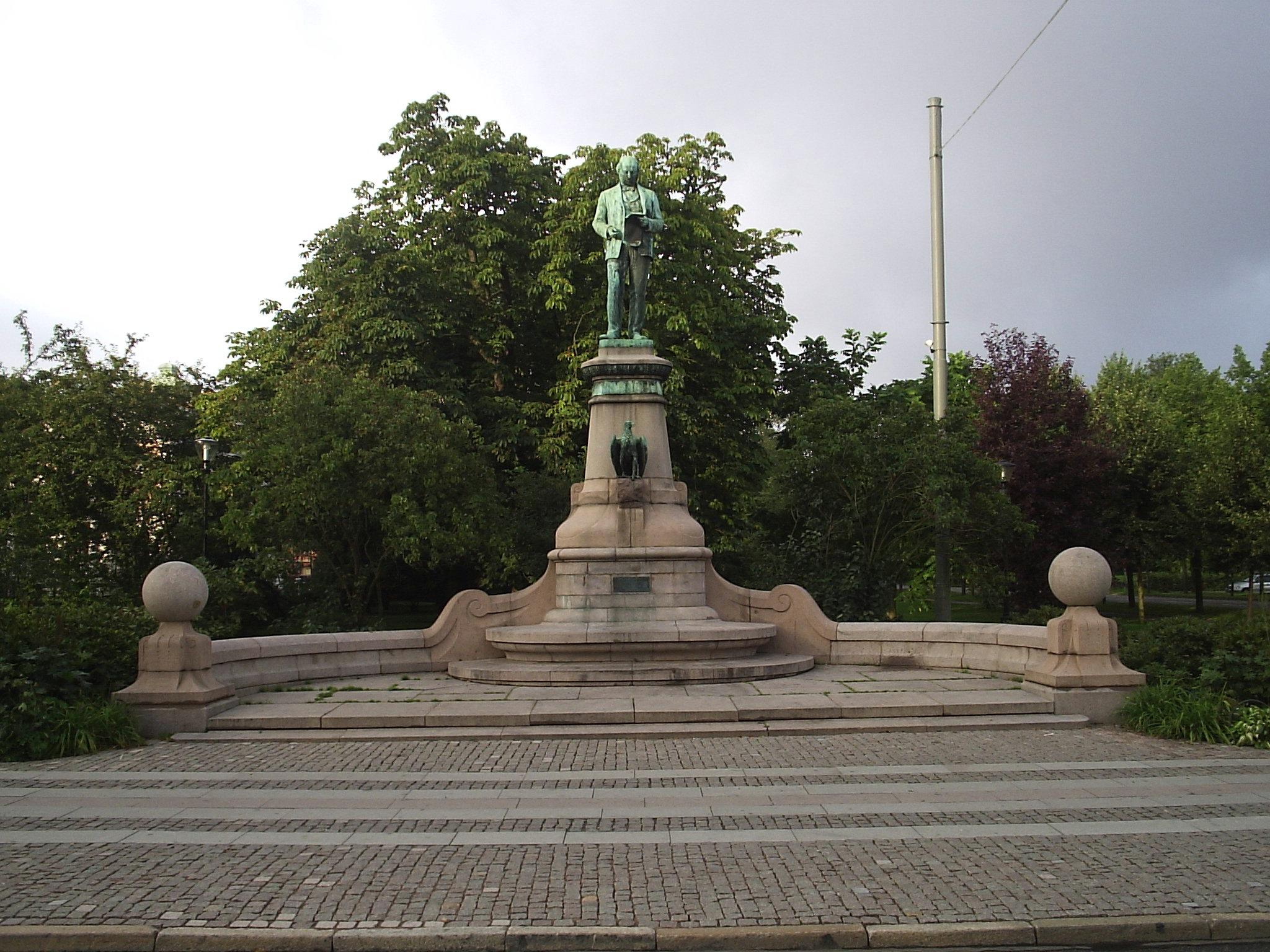
John Ericssons staty vid Kungsportsavenyen i Göteborg.

Statyer och monument finns resta över John Ericsson i eller vid:
- National Mall i Washington, D.C. (29 maj 1926), se John Ericsson National Memorial
- Battery Park på Manhattan i New York (26 april 1893 och 1 augusti 1903)
- Nybroplan i Stockholm (14 september 1901)
- Kungsportsavenyen i Göteborg (6 oktober 1899), se John Ericsson statyn
- Art Museum i Philadelphia (Captain John Ericsson Fountain)

### Fartyg
- HMS John Ericsson, monitor av John Ericsson-klassen
- USS Ericsson (TB-2), torpedbåt
- USS Ericsson (DD-56), jagare av O'Brien-klassen
- USS Ericsson (DD-440), jagare av Gleaves-klassen
- USAT John Ericsson det tidigare svenska passagerarfartyget M/S Kungsholm som rekvirerades av den Amerikanska staten 1942 och användes som trupptransportfartyg.
- USNS John Ericsson (T-AO-194), tankfartyg av Henry J. Kaiser-klassen